# Torre de Babel
 (срп. Вавилонска кула) бразилска је теленовела, продукцијске куће Реде Глобо, снимана 1998.

## Синопсис
Године 1978. некадашњи стручњак за ватромете, Жозе Клементино да Силва, ради као грађевински радник на изградњи једног од многих пословних подухвата грађевинског предузећа инжењера Сезара Толеда. На прослави, где се сви радници окупљају да прославе завршетак радова на једној од фаза изградње, Клементинова жена флертује са неколико мушкараца.
Када Клементино ухвати жену у прељуби, узима лопату и крвнички изудара до смрти и њу и двојицу мушкараца са којима је била. Сезар Толедо је такође био на прослави, чуо је вику и заједно са радницима склонио бесног Клементина од беживотних тела.
Шокиран тиме што је видео, Сезар зове полицију. На Клементиновом суђењу, Сезар сведочи против Клементина, говорећи да таква особа не заслужује да крочи ван затвора. Захваљујући том сведочењу, Клементино, који није имао адвоката, добио је 20 година затвора.
Пролази двадесет година. Клементино је током година проведених у затвору постао још огорченији човек, захваљујући лошем животу у затвору, где се сусретао са свакаквим стварима.
Клементино излази из затвора. Осим што планира да среди живот, његов циљ је да се освети Сезару Толеду, кога сматра највећим кривцем за то што је осуђен. Планира да дигне у ваздух шопинг центар и тако науди Сезару.
Сезар Толедо је постао моћни предузетник, саградио је огроман шопинг центар "Тропикал Тауерс". Шопинг центар је због свог облика назван као "Вавилонска кула", по Библијској причи у којој су Нојеви потомци у Вавилону саградили град са кулом, чији ће врх бити до неба.
Клементино успева да се инфилтрира у шопинг центар, радећи у обезбеђењу. Краде папире на којима су нацртане све просторије центра, и набавља експлозиве. Међутим, након што започне везу са Кларом, другарицом из детињства Сезарове жене Марте, одустаје од плана.
Убрзо припремљени експлозив нестаје, као и планови просторија. Шопинг центар експлодира, као што је Вавилонску кулу срушио Бог због људске похлепности.
Клементино постаје главни осумњичени, и одлази у затвор. Пред њим је дуг пут на коме ће морати да докаже невиност, и поврати Клару.

## Улоге
| Глумац:            | Улога:                                    |
| ------------------ | ----------------------------------------- |
| Тарсизио Мејра     | Сезар Толедо                              |
| Глорија Менезес    | Марта Леме Толедо                         |
| Тони Рамос         | Жозе Клементино да Силва                  |
| Едсон Селулари     | Енрике Леме Толедо                        |
| Адријана Естевес   | Сандра „Сандриња” да Силва                |
| Маркос Палмејра    | Алешандре Леме Толедо                     |
| Летисија Сабатела  | Селесте                                   |
| Виктор Фазано      | Едмундо Фалкао                            |
| Изадора Рибејро    | Вилма Толедо                              |
| Клаудија Жименез   | Балбина „Бина” Коломбо                    |
| Оскар Магрини      | Аугусто „Густињо” да Силва / Џони Персебе |
| Клејде Јаконис     | Деолинда Фалкао                           |
| Силвија Фајфер     | Лејла Сампајо / Леда Сампајо              |
| Елијана Жијардини  | Вандона                                   |
| Ернани Мораес      | Арикленес „Бонека” да Силва               |
| Ети Фрејзер        | Сарита                                    |
| Кака Карваљо       | Ариовалдо „Жаманта” да Силва              |
| Карина Барум       | Ширли да Силва                            |
| Марсело Антони     | Гиљерме Леме Толедо                       |
| Елијане Коста      | Лузинејде                                 |
| Карваљињо          | Клаудио                                   |
| Стенио Гарсија     | Бруно Маја                                |
| Кристијане Торлони | Рафаела Катз                              |
| Мајте Проенса      | Клара                                     |
| Наталија до Вале   | Лусија Прадо                              |
| Клаудија Раја      | Анжела Видал                              |
| Жука де Оливејра   | Аженор да Силва                           |